# 情報社会・メディア総局
情報社会・メディア総局（じょうほうしゃかい・メディアそうきょく）とは、欧州連合の政策執行機関である欧州委員会の部局。
バローゾ委員会において、情報社会・メディア担当委員はルクセンブルク出身のヴィヴィアン・レディングが、総局長はファビオ・コラサンティがそれぞれ務めている。

## 背景
情報社会・メディア総局はかつて第13総局と呼ばれていた。2004年までこの総局と企業総局を1人の欧州委員が掌轄していた。
2005年1月から、情報社会総局は従来教育・文化総局の管轄であったメディア分野についても管轄することとなった。当総局は情報・通信技術およびメディア分野についての研究、政策、規制を担っている。規制は文化的・社会的・経済的目的を有しており、ヨーロッパにおいて最大の経済部門の一部を対象としている。しかしながら当総局は知的財産権のような情報社会政策の中核をなす一般経済や市場の問題といったものについての権限は与えられていない。

## 使命
情報社会・メディア総局はすべての市民の利益に資するために、情報通信技術の発展と利用を支えている。
情報メディア総局の役割は以下のようなものがある。
- 情報通信技術の研究と発展の長所を通じて、技術革新と競争力を後押しすること。
- 情報、通信、視聴覚技術に基づくサービスの急速な発展を実現する規律的な環境を定めて実行し、投資、成長、労働を支える競争を促すこと。
- 情報通信技術サービス、とくに市民の生活の質に大きな影響をもたらすようなものへの可用性や可触性の拡大を促すこと。
- ヨーロッパの文化多様性を深化するようなコンテンツ産業の成長を促すこと。
- 上記の分野についての国際的な対話や協議において欧州委員会を代表し、情報通信技術の研究開発についての国際協力を深める。

## 資源
情報社会・メディア総局は欧州委員会にある総局でも規模が大きいほうに分類され、ブリュッセルとルクセンブルク市に職員およそ1100人を抱え、欧州連合の研究予算全体の約5分の1を割り当てられている。当総局の重要な活動の一環として、刺激策となる分野での研究や、連携・協力、基準化、長期的基礎研究活動といった加盟国の研究支援といったものがある。